# Samuel Bellamy
Pour les articles homonymes, voir Bellamy.

Porte étendard de Samuel Bellamy

Samuel Bellamy, né le 23 février 1689 et mort le 27 avril 1717 au large de cap Cod, est un pirate anglais plus connu sous les noms de Black Sam ou encore Black Bellamy et surnommé Prince des Pirates.

## Biographie
La légende raconte qu'après une enfance passée dans le Devonshire, dans le Sud de l'Angleterre, au début des années 1710, Samuel Bellamy laissa sa femme et son enfant à Canterbury et partit pour le Nouveau Monde et s'installa autour des côtes américaines de la Floride, en quête de fortune.[réf. nécessaire]

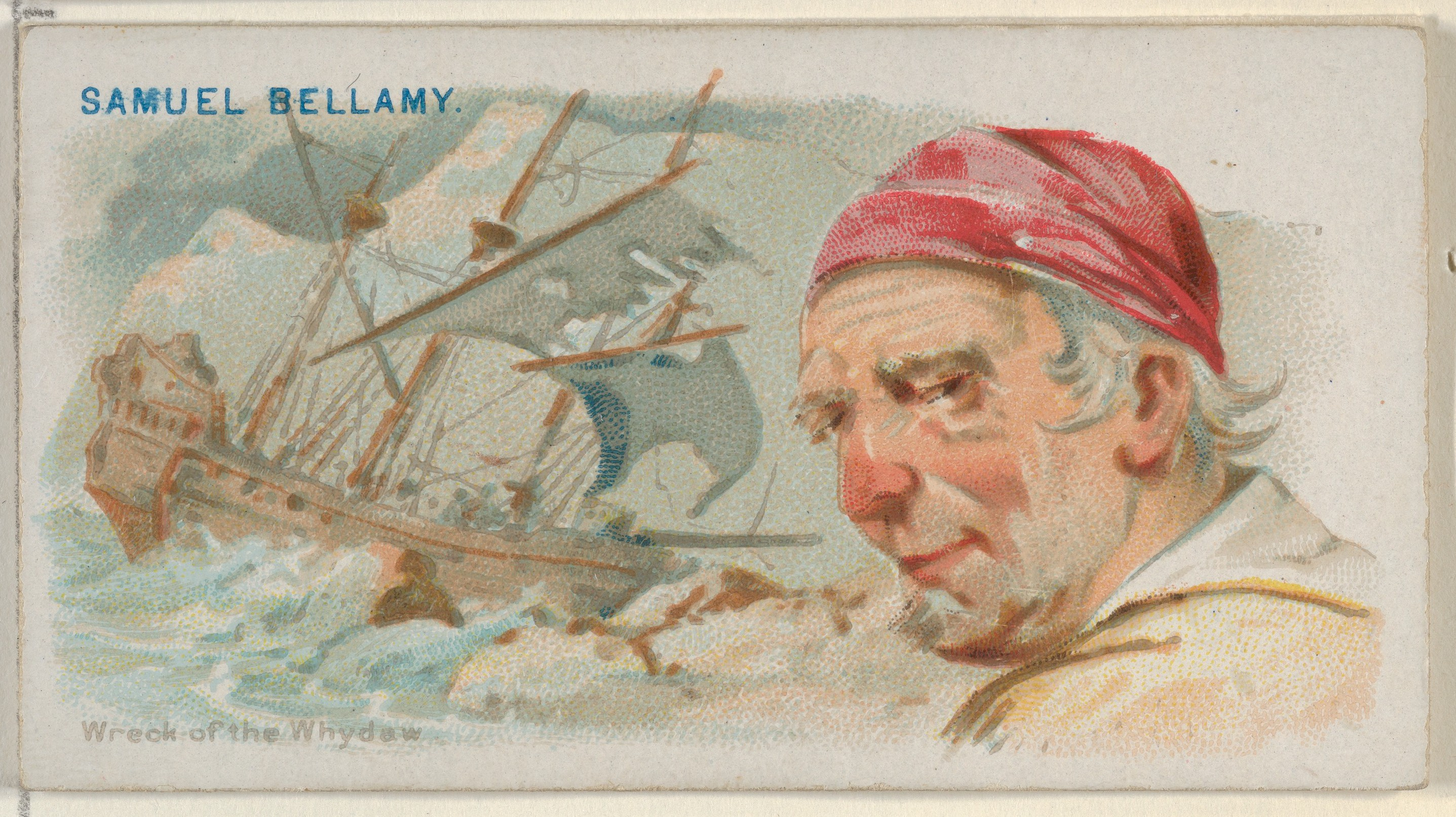

Il traversa l'Atlantique et s'installa à Eastham. Il y rencontre la jeune Maria Hallet, qui a tout juste 15 ans, et en tombe éperdument amoureux. Il s'associe ensuite à Paulsgrave Williams après l'avoir rencontré dans un bar et ils décident ensemble d'aller récupérer le trésor de la flotte espagnole de 1715 qui a coulé le 31 juillet 1715. Il laisse derrière lui Maria qui est enceinte en lui promettant de revenir avec suffisamment de richesse pour pouvoir l'épouser
Williams à assez d'argent pour acheter un sloop et financer l'expédition et les hommes, mais ils ne réussissent pas à trouver le trésor. Ils décident donc de devenir des pirates et attaque un premier navire probablement anglais. Après une légère altercation avec Henry Jennings, ils s'associent ensemble pour attaquer les navires français le Sainte-Marie et le Marianne. Ils sont cependant devancé par Benjamin Hornigold qui attaque en premier le Marianne. Bellamy et Williams en profitent pour trahir Jennings et se rendent à Nassau pour rejoindre Hornigold. 

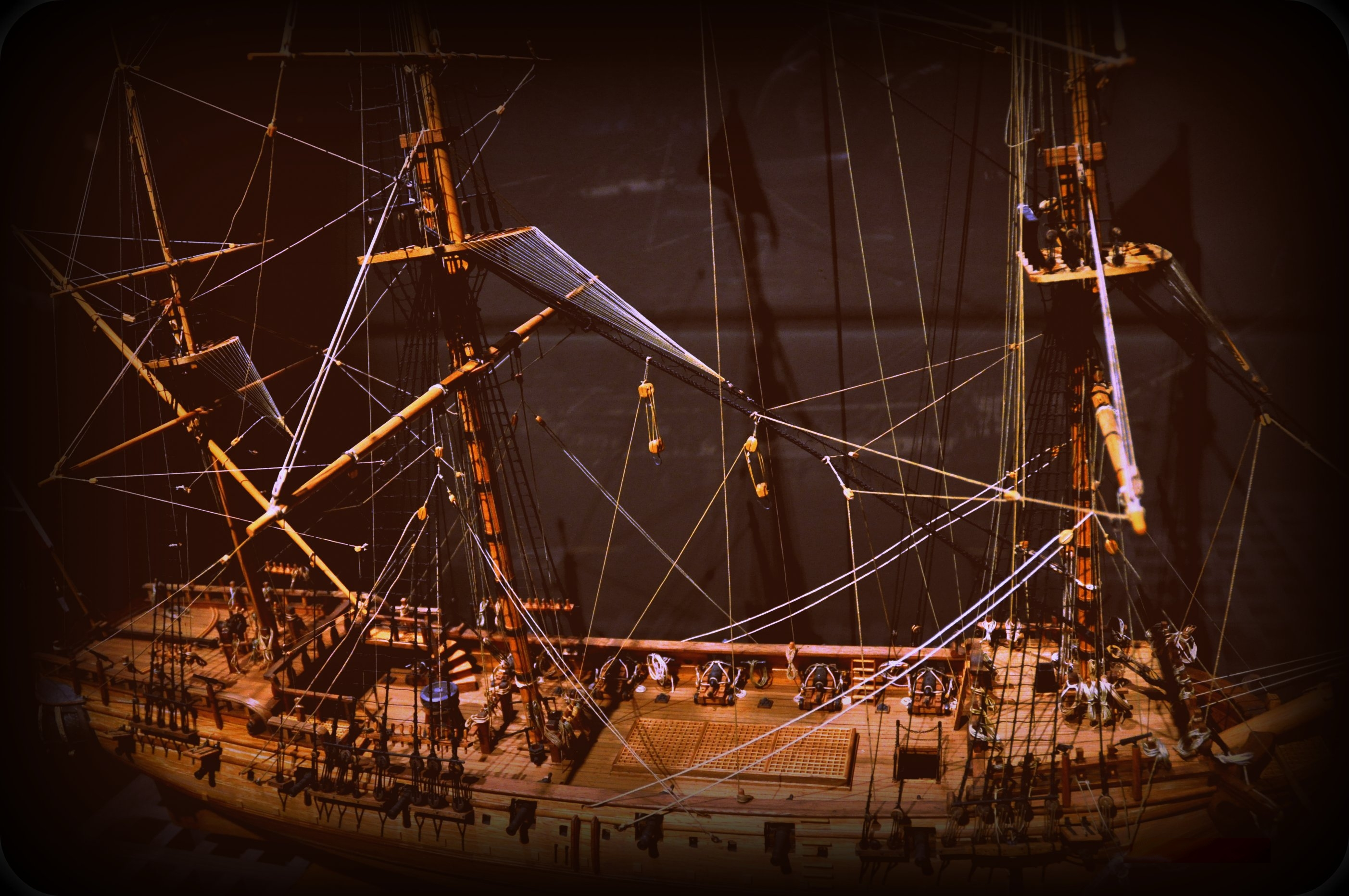
Maquette du Whydah Gally, navire négrier londonien capturé en 1717.

Et bientôt, en février 1717, ils vont connaître leur plus belle prise : le Whydah Gally qui transportait, vers la Jamaïque, du sucre, de l'indigo, de l'ivoire et… des esclaves (Whydah est le nom d'un port de commerce africain, situé au Bénin, Gally, ou Galley, signifie galère). Durant trois jours, Sam, à bord de son navire « Le Sultana », et Paulsgrave Williams à bord de son bateau, pourchassent le Whydah, puis finissent par le capturer. C'est un magnifique navire, un grand trois mâts océanique et Samuel Bellamy en fait son propre bateau amiral.
Bellamy prend la place de capitaine lorsque Hornigold est pardonné et cesse la piraterie. Bellamy rencontre ensuite d'autres succès au cours de sa (courte) carrière de pirate, essentiellement dans les Antilles.
Toujours très préoccupé par le bien-être de son équipage, et même de ses prisonniers, Bellamy est également connu pour posséder l’art de motiver ses troupes, art dans lequel il se considère lui-même talentueux. Son élégance, son charisme et sa finesse d’esprit lui vaudront le surnom de Prince des Pirates. Un jour de 1717, il se vanta de son indépendance auprès du capitaine d’un navire marchand qu’il avait capturé, déclarant : « Je suis un prince libre, je peux faire la guerre au monde entier, je suis aussi puissant que celui qui commande une flotte de 100 navires sur mer ou une armée de 100 000 hommes sur terre ». Il est connu pour sa générosité envers les prisonniers et son refus d’attaquer les navires anglais.
Entre-temps, Maria Hallet a accouché, mais le bébé n'a pas survécu… Sam décide de la rejoindre mais le 26 avril 1717, il est pris dans une tempête très violente et le Whydah Gally, alors chargé de trésors provenant de plus de 53 navires, sombre au large du cap Cod dans le Massachusetts.
Seuls deux hommes ont survécu : l'un a disparu dans les méandres de l'histoire, l'autre, Thomas Davys, déclarera à son procès que le Whydah transportait 180 sacs d'or et d'argent lors du naufrage et alimentera le folklore du cap Cod avec l'histoire de Bellamy et de la terrible tempête. Selon une autre version, neuf pirates arrivent à nager jusqu'aux côtes où ils sont capturés. Six seront pendus et trois, un pilote indien, un charpentier écossais et Samuel Bellamy sous un autre nom, seront libérés car ils diront qu'ils avaient été enrôlés de force.

## Légende
En 1720 réapparait un Sam Bellamy, pirate capturé en juin au large du cap Cod. Il s'agirait du même, bien que la logique veuille qu'il soit mort noyé trois ans plus tôt. Ce mystère est resté non résolu de nos jours.
Lors de son procès, en 1720, à Barnstable, ce personnage déclara : « Ils nous condamnent, ces crapules, alors que la seule différence entre nous, c’est qu’ils volent les pauvres sous le couvert de la loi, et que nous pillons les riches aidés de notre seul courage ; ne ferais-tu pas mieux d’être l’un des nôtres, plutôt que lécher le cul de ces gredins pour avoir du travail ! », en haranguant la Cour,.
Black Sam, dont la tombe présumée au large du cap Cod a été découverte au début de l'année 2018, est considéré (du moins par le magazine Forbes) comme le pirate le plus fortuné de l'Histoire,,.

## Dans la culture populaire
Dans le manga One Piece de Eiichiro Oda, il inspire le personnage de Bellamy la Hyène.